# جو وو جین
جو وو جین (کره‌ای: 조우진؛ زادهٔ ۱۶ ژانویه ۱۹۷۹) بازیگر اهل کره جنوبی است. او به عنوان بازیگر نقش مکمل در سینما و مجموعه‌های تلویزیونی مانند گابلین (۲۰۱۷)، ماشین تحریر شیکاگو (۲۰۱۷)، پادشاه مواد مخدر (۲۰۱۸) و آقای آفتاب (۲۰۱۸) شناخته می‌شود. او در سال ۲۰۱۹ برندهٔ جایزهٔ بهترین بازیگر نقش مکمل مرد در چهلمین جوایز فیلم اژدهای آبی به خاطر عملکردش در فیلم دیفالت شد.

## فیلم‌شناسی

### مجموعه تلویزیونی
| سال       | عنوان                                     | نقش                        | توضیحات | منابع       |
| --------- | ----------------------------------------- | -------------------------- | ------- | ----------- |
| ۲۰۱۰      | پزشکان زنان و زایمان                      |                            |         |             |
| ۲۰۱۱      | بک دونگ سو دلاور                          |                            |         |             |
| ۲۰۱۲      | دکتر جین                                  | دوک چیل                    |         |             |
| ۲۰۱۲–۲۰۱۳ | دکتر اسب                                  |                            |         |             |
| ۲۰۱۳      | تجسم پول                                  |                            |         |             |
| ۲۰۱۳      | هور جون، داستان اصلی                      | وو گونگ بو                 |         |             |
| ۲۰۱۳      | کتاب خانواده گو                           | سرباز جو گوان وونگ         |         |             |
| ۲۰۱۳      | الهه ازدواج                               |                            |         |             |
| ۲۰۱۳      | تیم برتر پزشکی                            | دکتر لیم                   |         |             |
| ۲۰۱۳–۲۰۱۴ | ملکه کی                                   | سرباز وانگ گو              |         |             |
| ۲۰۱۳–۲۰۱۴ | دختری که خوب بزرگ شده                     |                            |         |             |
| ۲۰۱۳–۲۰۱۴ | تو از ستاره‌ها اومدی                       | دستیار هو جون (دوره چوسان) |         |             |
| ۲۰۱۳–۲۰۱۴ | دوشیزه کره                                | منیجر                      |         |             |
| 2014      | در مخفی                                   | لی دال سونگ                |         |             |
| ۲۰۱۵      | گریهٔ زن                                   |                            |         |             |
| ۲۰۱۶      | واحد ۳۸                                   | آن ته ووک                  |         |             |
| ۲۰۱۶–۲۰۱۷ | گابلین                                    | کیم دو یونگ                |         |             |
| ۲۰۱۷      | ماشین تحریر شیکاگو                        | گال جی سوک                 |         |             |
| ۲۰۱۷      | دراما استیج – Chief B and the Love Letter | شیم بیونگ سون              |         |             |
| ۲۰۱۸      | آقای آفتاب                                | ایم گوان سو                |         | [ ۳ ]       |
| ۲۰۲۱      | شادی                                      | هان ته سوک                 |         | [ ۴ ]       |
| ۲۰۲۲      | نارکوی مقدس                               | بیون کی ته                 |         | [ ۵ ] [ ۶ ] |
| ۲۰۲۴      | روی پنهان گانگنام                         | کانگ دونگ وون              |         | [ ۷ ]       |